# Battle for Ozzfest
Battle for Ozzfest war eine Show auf MTV in der Ozzy und Sharon Osbourne nach  einer Newcomer-Band aus dem Bereich Heavy Metal suchen. Der erste Preis war ein Platz im Line-Up des Ozzfest 2005.

## Konzept
2004 wurde die Show auf MTV in 12 Sendungen ausgestrahlt. Aus über 600 Bewerbern wählten Sharon und Ozzy acht Bands aus. Aus jeder Band wurde ein Mitglied bestimmt, welches in einem Bus mit den anderen Mitstreitern mit dem Ozzfest auf Tour ging. Den Bandmitgliedern wurden verschiedene Aufgaben gestellt, die sie bewältigen mussten. In Episode 3 mussten sie beispielsweise die dreckige Wäsche der restlichen Ozzfest-Bands säubern und in Episode 12 mit Bill Ward zusammen auftreten. Im Verlauf der Sendung wurden die Kandidaten dann von Sharon und Ozzy eliminiert. Am Ende bestimmten die Zuschauer den Sieger.

## Die Auserwählten 2004
- Adair Cobley von Manntis
- Ahmad Alkurabi von Beyond All Reason
- Brittany Paige Bouck von Guilt By Association
- Chelsea Muckerman von Final Drive
- Jesse Preston von Trauma Concept
- Kelly Abe von Sicks Deep
- Marc Serrano von A Dozen Furies
- Ryan Camp von Cynder

Ins Finale kamen die Bands A Dozen Furies, Curse Your Name und Manntis. Gewonnen hatte die erste Staffel die Metalcore-Gruppe A Dozen Furies, die über einen Internet-Poll ausgewählt wurden. Neben der Teilnahme an der Tour bekamen sie auch noch 65.000 $, ein Musikinstrument der Gibson Guitar Corporation und einen Plattenvertrag als Gewinn überreicht. Bereits 2006 löste sich die Band allerdings wieder auf.
Manntis erhielten nach ihrer Teilnahme einen Plattenvertrag bei Century Media.